# Supertaça Cândido de Oliveira 2010
La Supertaça Cândido de Oliveira 2010 è stata la 33ª edizione di tale competizione, la 10ª a finale unica. È stata disputata il 7 agosto 2010 allo Stadio comunale di Aveiro. La sfida ha visto contrapposte il Benfica, vincitore della Primeira Liga 2009-2010, e il Porto di Villas-Boas, trionfatore nella Taça de Portugal 2009-2010.
Ad aggiudicarsi il trofeo è stato il Porto, grazie al 2-0 inflitto ai rivali.

## Le squadre
| Squadre | Qualificazione                             | Partecipazioni precedenti (il grassetto indica la vittoria)                                                                                               |
| ------- | ------------------------------------------ | --- |
| Benfica | Vincitore della Primeira Liga 2009-2010    | 12 (1981, 1983, 1984, 1985, 1986, 1987, 1989, 1991, 1993, 1994, 1996, 2004)                                                                               |
| Porto   | Vincitore della Taça de Portugal 2009-2010 | 25 (1979, 1981, 1983, 1984, 1985, 1986, 1988, 1990, 1991, 1992, 1993, 1994, 1995, 1996, 1997, 1998, 1999, 2000, 2001, 2003, 2004, 2006, 2007, 2008, 2009) |

## Tabellino
| Arbitro: | João Ferreira (Setúbal) |

|                       |           |  |
| Rolando 3’ Falcao 67’ | Marcatori |  |

| Porto | Benfica |

### Formazioni
| Porto             |    |                    |     |     |
|                   |    |                    |     |     |
| P                 | 1  | Hélton ()          | 86’ |     |
| D                 | 21 | Cristian Săpunaru  |     | 74’ |
| D                 | 4  | Maicon             |     |     |
| D                 | 14 | Rolando            |     |     |
| D                 | 5  | Álvaro Pereira     | 56’ |     |
| C                 | 25 | Fernando           | 19’ |     |
| C                 | 7  | Fernando Belluschi |     |     |
| C                 | 8  | João Moutinho      | 76’ | 81’ |
| A                 | 12 | Hulk               |     |     |
| A                 | 17 | Silvestre Varela   |     | 69’ |
| A                 | 9  | Radamel Falcao     |     |     |
| A disposizione:   |    |                    |     |     |
| P                 | 24 | Beto               |     |     |
| D                 | 16 | Sereno             |     |     |
| D                 | 22 | Miguel Lopes       |     | 74’ |
| C                 | 3  | Raul Meireles      |     | 81’ |
| C                 | 23 | Souza              |     |     |
| C                 | 10 | Cristian Rodríguez |     | 69’ |
| A                 | 27 | Ukra               |     |     |
| Allenatore:       |    |                    |     |     |
| André Villas-Boas |    |                    |     |     |

| Benfica         |    |                |     |     |
|                 |    |                |     |     |
| P               | 12 | Roberto        |     |     |
| D               | 5  | Rúben Amorim   |     |     |
| D               | 4  | Luisão ()      | 47’ | 69’ |
| D               | 23 | David Luiz     | 57’ |     |
| D               | 25 | César Peixoto  |     |     |
| C               | 2  | Airton         |     |     |
| C               | 17 | Carlos Martins |     |     |
| C               | 10 | Pablo Aimar    | 51’ | 59’ |
| C               | 18 | Fábio Coentrão | 30’ | 77’ |
| A               | 30 | Javier Saviola |     |     |
| A               | 7  | Óscar Cardozo  |     |     |
| A disposizione: |    |                |     |     |
| P               | 13 | Júlio César    |     |     |
| D               | 14 | Maxi Pereira   |     |     |
| D               | 27 | Sidnei         |     | 69’ |
| C               | 6  | Javi García    |     |     |
| C               | 20 | Nicolás Gaitán |     | 77’ |
| C               | 11 | Franco Jara    | 64’ | 59’ |
| A               | 21 | Nuno Gomes     |     |     |
| Allenatore:     |    |                |     |     |
| Jorge Jesus     |    |                |     |     |